# Eatoniella limbata
Eatoniella limbata is een slakkensoort uit de familie van de Eatoniellidae. De wetenschappelijke naam van de soort is voor het eerst geldig gepubliceerd in 1883 door Hutton.